# ويليام ألفاه ستيوارت
ويليام ألفاه ستيوارت (بالإنجليزية: William Alvah Stewart)‏ هو محامي وقاضي أمريكي، ولد في 16 أغسطس 1903، وتوفي في 9 أبريل 1953.